# Адмирал флота
Адмира́л фло́та — воинское звание в военно-морском флоте вооружённых сил ряда государств. 
Военно-морское корабельное звание адмирал флота существует в Военно-морском флоте России, а также в военно-морских силах Австралии, Аргентины, Новой Зеландии, Великобритании, США, Нидерландов, Италии (Grande Ammiraglio), Хорватии (Admiral flote), Нигерии, Турции (Büyükamiral), Таиланде, Греции (Archinávarchos, гр. αρχιναύαρχος [arçinávarxos], произн. архина́вархос), Испании (Capitán General de la Armada), Индии и Португалии (Almirante da Armada).
| Младшее звание: Адмирал | Адмирал флота | Старшее звание: Маршал Российской Федерации |

## СССР
История воинского звания «адмирал флота» была зигзагообразной из-за стремления руководства ВМФ по окончании Великой Отечественной войны иметь в ВМФ высшее адмиральское звание, аналогичное званию Маршал Советского Союза.

### 1940—1945
При учреждении генеральских и адмиральских званий в 1940 году было введено звание «адмирал флота», соответствовавшее сухопутному званию «генерал армии», но никому не было присвоено. До мая 1944 года, пока адмиралами флота не стали Народный комиссар ВМФ Н. Г. Кузнецов и начальник Главного штаба ВМФ И. С. Исаков, высшим флотским званием было звание «адмирал». Фактически трехзвенная система высших адмиральских званий соответствовала структуре подразделений в морских соединениях.
Таким образом, соотношение званий высшего командного состава в армии и на флоте в 1940—1945 годах было таково:
| Маршал Советского Союза | нет соответствующего звания |
| генерал армии           | адмирал флота               |
| генерал-полковник       | адмирал                     |
| генерал-лейтенант       | вице-адмирал                |
| генерал-майор           | контр-адмирал               |

16 января 1943 года указом Президиума Верховного Совета СССР были введены звания маршала родов войск (сил) (авиации, артиллерии и бронетанковых войск). 9 октября 1943 года были введены звания маршала специальных войск: инженерных войск и маршала войск связи, а также звание главный маршал для каждого из пяти родов войск (его получили 4 артиллериста, 7 лётчиков и 2 танкиста). Соответствующие звания в ВМФ не вводились.
Об истории званий «адмирал флота» и «Адмирал Флота Советского Союза» Николай Кузнецов в своих мемуарах писал следующее:

В 1944 году Сталин неожиданно для меня поставил вопрос в Ставке ВГК о присвоении мне очередного звания. У нас к этому времени не было звания выше адмирала, а значит, не было предусмотрено и соответствующих погон. Я доложил, что в других флотах существует звание адмирала флота. «Чему это будет равно в наших Вооружённых Силах?» — спросил Сталин. Я ответил, что если выдерживать ту же последовательность, что и в армии, то адмиралу флота следует присвоить погоны с четырьмя звёздочками, но это тогда не будет самым высшим званием, какое имеют сухопутные военачальники, то есть звание маршала.
Тогда же было решено учредить пока звание адмирала флота с четырьмя звёздочками на погонах, не указывая, кому это звание присваивается в сухопутных силах. Итак, я получил очередное звание адмирала флота с необычными для флота погонами. Носил я их сравнительно недолго. В мае 1944 года было решено заменить эти погоны на маршальские, с одной большой звездой. А когда обсуждался уставной вопрос и в табели о рангах нужно было решить, кому же равен по своим правам адмирал флота, то чёрным по белому было записано: «Маршалу Советского Союза».
К сожалению, на этом я не могу поставить точку. Позднее (в 1948 году) я был лишён этого звания и по второму разу надел погоны контр-адмирала. Получил очередное повышение, будучи командующим Тихоокеанским флотом (по второму разу) в 1950 году, а после смерти Сталина восстановлен в прежнем звании Адмирала Флота Советского Союза (в 1953 году). Уже после войны встал вопрос: следует ли адмиралу флота иметь и носить маршальскую звезду? Помнится, маршал Жуков предложил изменить тогда и название на «Адмирал Флота Советского Союза». Правительство решило внести такую поправку в высшее звание ВМФ, и я вместе с группой маршалов из рук Председателя Президиума Верховного Совета СССР К. Е. Ворошилова получил маршальскую звезду. Однако фортуна ещё раз отвернулась от меня, и я был понижен в звании до вице-адмирала. Думаю, это уникальный и единственный случай в истории всех флотов. Там же, где я получил маршальскую звезду, я вернул её, сохранив за собой звание вице-адмирала…

Точная хронология указанных Кузнецовым событий такова: звание «адмирал флота» и погоны с четырьмя звёздами Кузнецов и Исаков получили 31 мая 1944 года (то, что не существовало звания и соответствующих погон выше адмирала, не соответствует действительности: это звание существовало в ВМФ с 1940 года, хотя никому не было присвоено), а погоны маршальского типа — 25 мая 1945 года (без вручения маршальской звезды). Разжалован он был 3 февраля 1948 года, восстановлен в звании 13 мая 1953 года. Звание «адмирал флота» было переименовано в «Адмирал Флота Советского Союза» 3 марта 1955 года, тогда же Кузнецову была вручена маршальская звезда.

### 1945—1955
Указом Президиума Верховного Совета СССР от 25 мая 1945 года были внесены изменения в Указ от 15 февраля 1943 года об изменении знаков различия адмирала флота — погоны и утверждено описание погонов адмирала флота с гербом и звездой размером 50 мм.
Введение маршальских погон для адмирала флота (без вручения Маршальской звезды) создало прецедент с далеко идущими последствиями. По знакам различия соответствие с сухопутными званиями выглядело так:
| Маршал Советского Союза          | Адмирал флота               |
| главный маршал рода войск        | нет соответствующего звания |
| маршал рода войск, генерал армии | нет соответствующего звания |
| генерал-полковник                | адмирал                     |
| генерал-лейтенант                | вице-адмирал                |
| генерал-майор                    | контр-адмирал               |

Однако Маршал Советского Союза — общевойсковое воинское звание. Маршалы родов войск (это звание соответствовало званию адмирал флота до 1945 года) никогда не становились Маршалами Советского Союза и, следовательно, не имели погон Маршала Советского Союза. Новые маршальские звания вводились для признания военных заслуг одних и стимула заслуг других военнослужащих и, как правило, в период военных действий. Кроме того, в последовательности адмиральских званий возник разрыв.
Отличается ли должность главнокомандующего ВМФ от должности главнокомандующего ВВС и должны ли отличаться их звания и знаки различия? — Кузнецов с упорством настаивал, что должны, и, в конце концов, получил новое звание при постсталинском руководстве. Но сначала, в 1948 году, он был разжалован из Адмирала флота с маршальскими погонами до контр-адмирала.

### 1955—1962
Воинское звание «Адмирал Флота Советского Союза» было введено Указом Президиума Верховного Совета СССР от 3 марта 1955 года вместо звания «адмирал флота» (министром обороны тогда был Г. К. Жуков). Лицам, которым оно было присвоено, вручалась Маршальская звезда. Новое звание было присвоено в тот же день Н. Г. Кузнецову и И. С. Исакову. Тем самым добавление слов «Советского Союза» и введение нового знака отличия в виде Маршальской Звезды не только подчеркивало равенство со званием «Маршал Советского Союза» (таких, как Г. К. Жуков, А. В. Василевский), но и приводило к увеличению степеней адмиральских званий до 6 с закреплением отрыва от других адмиральских званий:
| Маршал Советского Союза          | Адмирал Флота Советского Союза |
| главный маршал рода войск        | нет соответствующего звания    |
| генерал армии, маршал рода войск | нет соответствующего звания    |
| генерал-полковник                | адмирал                        |
| генерал-лейтенант                | вице-адмирал                   |
| генерал-майор                    | контр-адмирал                  |

### 1962—1992
28 апреля 1962 года был подписан Указ Верховного Совета СССР № 51-4 «Об установлении воинского звания Адмирал флота» с погонами, аналогичными погонам маршала рода войск:
| Маршал Советского Союза          | Адмирал Флота Советского Союза |
| генерал армии, маршал рода войск | адмирал флота                  |
| генерал-полковник                | адмирал                        |
| генерал-лейтенант                | вице-адмирал                   |
| генерал-майор                    | контр-адмирал                  |

Звание «адмирал флота» (не считая Н. Г. Кузнецова и И. С. Исакова) носили 10 военачальников:
| Фамилия, имя, отчество           | Дата присвоения звания |
| -------------------------------- | ---------------------- |
| Горшков, Сергей Георгиевич       | 28 апреля 1962         |
| Касатонов, Владимир Афанасьевич  | 18 июня 1965           |
| Сергеев, Николай Дмитриевич      | 30 апреля 1970         |
| Лобов, Семён Михайлович          | 28 июля 1970           |
| Егоров, Георгий Михайлович       | 5 ноября 1973 года     |
| Смирнов, Николай Иванович        | 5 ноября 1973          |
| Чернавин, Владимир Николаевич    | 4 ноября 1983          |
| Сорокин, Алексей Иванович        | 16 февраля 1988        |
| Капитанец, Иван Матвеевич        | 4 ноября 1988          |
| Макаров, Константин Валентинович | 4 ноября 1989          |

### Знаки различия
|                                              |                        |                        |                            |
| Погон к парадному обмундированию (1943—1945) | … парадный (1945—1955) | … парадный (1962—1991) | … повседневный (1962—1991) |

|           |           |           |
| 1940—1943 | 1943—1955 | 1962—1991 |

Маршальская звезда «малого» типа (с 1962 г.)

## Российская Федерация
После распада СССР звание «Адмирал Флота Советского Союза» в 1993 году было исключено из списка воинских званий. В соответствии со статьёй 46 закона «О воинской обязанности и военной службе» в ВМФ России звание адмирала флота стало высшим званием в ВМФ с погонами, как у маршала рода войск (существовавшему до 1993 года и упраздненному).
Список военачальников, получивших звание адмирала флота после распада СССР (должности указаны на момент присвоения звания):
1. Громов, Феликс Николаевич (1937—2021) — главнокомандующий ВМФ (звание присвоено 13 июня 1996).
2. Куроедов, Владимир Иванович (род. 5 сентября 1944) — главнокомандующий ВМФ (21 февраля 2000).
3. Масорин, Владимир Васильевич (род. 24 августа 1947) — главнокомандующий ВМФ (15 декабря 2006).

### Знаки различия

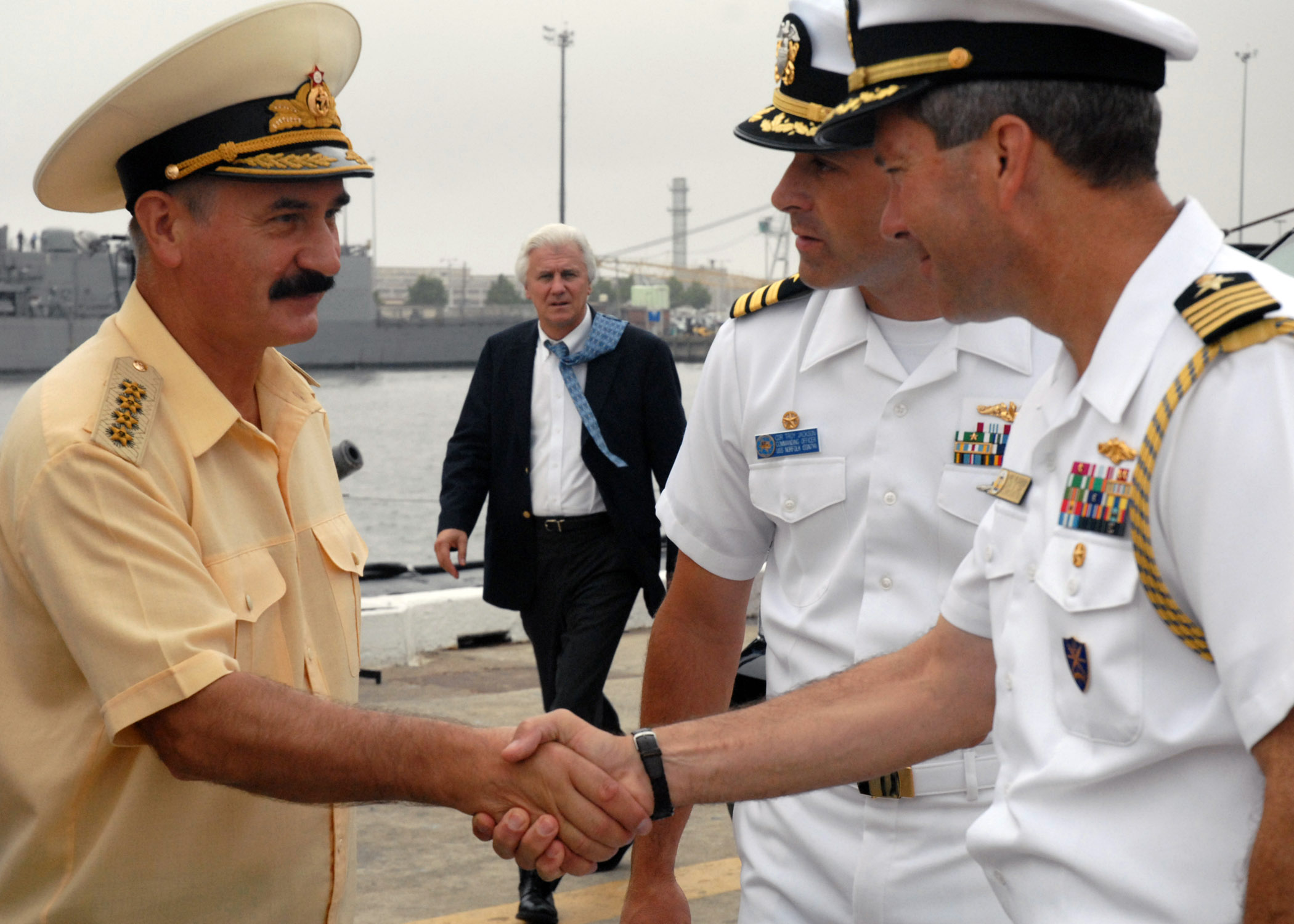
Адмирал флота Владимир Масорин (слева)

В 1962—1997 годах советские (а затем и российские) адмиралы флота носили знаки различия, аналогичные погонам маршалов родов войск, а на галстуке при парадной форме носилась маршальская звезда «малого» образца.
После того, как в 1993 году звания маршалов родов войск в РФ были отменены, исчезла и причина для особых знаков различия адмиралов флота. Указом президента России от 27 января 1997 года адмиралам флота были возвращены введённые в 1943/44 годах погоны с четырьмя звёздами в ряд, кроме того, Указ Президиума Верховного Совета СССР от 15 апреля 1981 года № 4735-Х «О маршальских знаках отличия „Маршальская Звезда“…» был признан недействующим в РФ.
Указами президента России от 22 февраля 2013 года и от 31 июля 2014 года адмиралам флота вновь установлены погоны с одной большой звездой диаметром 40 мм, как и для генералов армии — высшего армейского звания в мирное время. Система адмиральских званий, как и генеральских — четырёхступенчатая.
| Знаки различия к форме                        |           |           |           |        |      |
| Знаки различия к форме                        | Годы      | Годы      | Годы      | Годы   | Годы |
| Знаки различия к форме                        | 1994—1997 | 1997—2010 | 2010—2013 | с 2013 |      |
| --------------------------------------------- | --------- | --------- | --------- | ------ | ---- |
| Погоны адмирала флота к повседневной форме    |           |           |           |        |      |
| Погоны адмирала флота к парадной форме одежды |           |           |           |        |      |
| Погоны адмирала флота к светлой рубашке       |           |           |           |        |      |
| Нарукавный знак                               |           |           |           |        |      |

Маршальская звезда «малого» типа (1994—1997 гг.)

## Австралия
Адмирал флота (англ. Admiral of the Fleet) — высшее военно-морское звание в Королевском ВМФ Австралии. Соответствует званию «Фельдмаршал» в Сухопутных войсках Австралии и званию «Маршал Королевских ВВС» в Королевских ВВС Австралии. Является «пятизвёздным» званием (по применяемой в НАТО кодировке — OF-10).

## ГДР
Адмирал флота (нем. Flottenadmiral) — высшее военно-морское звание в Фольксмарине ННА ГДР. Соответствует званию «Генерал армии» в Сухопутных войсках, ВВС и Пограничных войсках ННА ГДР.

## Великобритания
Адмирал флота (англ. Admiral of the Fleet) — высшее военно-морское звание в Военно-морских силах Великобритании. Является «пятизвёздным» званием (по применяемой в НАТО кодировке — OF-10).

## США
Адмирал флота (англ. Fleet admiral) — высшее воинское звание высшего офицерского состава в Военно-морских силах США. Является «пятизвёздным» званием (по применяемой в НАТО кодировке — OF-10).

## Италия
Великий адмирал (итал. grande ammiraglio) — высшее военно-морское звание Италии в 1924—1946 годах.

## Хорватия
Адмирал флота (хорв. Admiral flote) — высшее военно-морское звание в Военно-морских силах Хорватии. Является «пятизвёздным» званием (по применяемой в НАТО кодировке — OF-10).

## Турция
Адмирал флота (тур. Büyükamiral) — высшее военно-морское звание в Военно-морских силах Турции. Соответствует званию «Маршал Турции» в СВ Турции и в ВВС Турции. Является «пятизвёздным» званием (по применяемой в НАТО кодировке — OF-10).

## Таиланд
Адмирал флота (тайск. จอมพลเรือ) — высшее военно-морское звание в Королевском ВМФ Таиланда. Соответствует званию «Фельдмаршал» в Сухопутных войсках Таиланда и званию «Маршал Королевских ВВС» в Королевских ВВС Таиланда. Является «пятизвёздным» званием (по применяемой в НАТО кодировке — OF-10).

## Греции
В Греции существует звание Archinaúarchos.

## Испания
Генерал-капитан Военно-морских сил (исп. Capitán General de la Armada) — высшее военно-морское звание в Военно-морских силах Испании. Соответствует званию «Генерал-капитан СВ» в СВ Испании и званию «Генерал-капитан ВВС» в ВВС Испании. Является «пятизвёздным» званием (по применяемой в НАТО кодировке — OF-10).

## Португалия
Адмирал флота (порт. Almirante da Armada) — высшее военно-морское звание в Военно-морских силах Португалии. Соответствует званию «Маршал Португалии» в СВ Португалии и в ВВС Португалии. Является «пятизвёздным» званием (по применяемой в НАТО кодировке — OF-10).